# Черноглав лъвски тамарин
Черноглавият лъвски тамарин (Leontopithecus caissara) е вид бозайник от семейство Остроноктести маймуни (Callitrichidae). Видът е критично застрашен от изчезване.

## Разпространение
Разпространен е в Бразилия (Парана и Сао Пауло).